# Corporação de Fosfato de Nauru
A Corporação de Fosfato de Nauru (em inglês: Nauru Phosphate Corporation, NPC) é uma companhia controlada pelo governo, no qual possui minas de fosfato em Nauru. A economia de Nauru depende totalmente das minas de fosfato, em caso contrário, levaria a uma catástrofe ambiental. Os depósitos de fosfato da ilha se esgotaram no ano 2000, embora se acredite que algumas minas de fosfato ainda estejam sendo exploradas. 

## Apresentação
Em maio de 2005, a NPC empregava cerca de 1.500 pessoas. Equivalente a três quartos dos trabalhadores da ilha. .
A extração do fosfato se faz a céu aberto sobre o planalto central de Nauru, que ocupa 80% da ilha.  Uma vez que a vegetação e o solo são removidos, o fosfato é diretamente acessível entre os maciços de calcário de coral de vários metros de altura sendo removidos por escavadeiras e guindastes.  Um estoque de mineral é retirado do centro do planalto e é carregado em caminhões (antigamente em trem) que encaminha a uma usina de tratamento no sopé do planalto.  Lá, o minério é refinado e carregado para os fosfateiros, no que se é apelidado de “carregamento à gafanhoto”, pelas correias transportadoras que acessam o ponto de ancoragem dos barcos graças a dois cantilevers ,  já que não há porto de água profunda em Nauru. . 
Entre 1968 e 2002, Nauru exportou 43 milhões de toneladas de fosfato, o que corresponde a 3,6 bilhões de dólares australianos. Atualmente, os depósitos de fosfato estão quase esgotados e agora há o problema da reabilitação do centro da ilha, que é constituído de um maciço calcário árido e estéril . 

## História

Terras utilizadas pela Corporação de Fosfato de Nauru. Apenas as margens da lagoa Buada, o maciço do Command Ridge e a infraestrutura ao redor do NPC escaparam da mineração do fosfato.

No ano de 1900, o britânico Albert Fuller Ellis, que viajou e instalou uma companhia chamada Pacific Island Company (Companhia das ilhas do pacífico) em Nauru, uma subsidiária de uma companhia britânica sediada na Austrália, no qual se descobre vários depósitos de fosfato na ilha de Banaba (Nauru) . Em 1901, a companhia se dedica principalmente a extração de fosfato, e é renomeada, em 1906, como “Nauru Phosphate Corporation” .
Após a Primeira Guerra Mundial, Nauru torna-se um território britânico ultramarino e o império colonial britânico se estabelece em troca da Corporação de Fosfato de Nauru como o Comissionado Britânico de Fosfato. Então os britânicos começaram a exploração do fosfato até a independência de Nauru (Em exceção durante o período da Segunda Guerra Mundial, no qual os japoneses ocuparam a ilha de Nauru) .
Em 1967, Nauru entra em processo de independência do Reino Unido e ainda compra a companhia britânica, em 1970. A companhia é nacionalizada e rebatizada como a Corporação de Fosfato de Nauru .
O governo colocou os benefícios da companhia em um fundo chamado “Royalties de confiança do fosfato de Nauru”, destinada a garantir o futuro dos moradores. No entanto, as más inversões e a corrupção limitaram os benefícios induzidos. 

## Investimentos fracassados
Má gestão financeira e os extravagantes gastos do governo (entre eles: investimento de AU$ 4 milhões em um jogo em Londres; Leonardo, história sobre a vida amorosa de Leonardo Da Vinci que fracassou, após semanas de críticas ruins) levou ao aumento dos gastos e aumento dos empréstimos, que eram cobrados sobre os imóveis dos Royalties de Confiança do Fosfato de Nauru. Um empréstimo, de AU$ 236 milhões da General Electric, foi usado como fundos para pagamento de outros empréstimos, que não poderiam ser pagos pelo governo. Isso levou a G.E. apreender imóveis internacionais de Nauru, incluindo a Nauru House, na Austrália.

## RONPhos
Após o colapso da mineração de fosfato em 2002 devido a exaustão dos recursos minerais, começou o repatriamento de muitos trabalhadores estrangeiros. De 2004 a 2005, os trabalhadores estrangeiros foram reduzidos de 1.478 para apenas 470. A maioria dos trabalhadores eram de Kiribati e Tuvalu.
Em 1 de julho de 2005, durante uma reestruturação administrativa, a Corporação de Fosfato de Nauru mudou seu nome para Corporação de Fosfato da República de Nauru (em inglês: Republic of Nauru Phosphate Corporation) como sinal de mudança. Hoje, a RONPhos emprega 20,4% da população ativa da República de Nauru.
Embora a camada inicial de fosfato ter sido retirada (aproximadamente 100 milhões de toneladas), acredita-se que possa existir uma segunda camada de fosfato, mantendo cerca de 20 milhões de toneladas de recursos minerais. A RONPhos está começando a desenvolver planos para sua extração econômica.

## Galeria

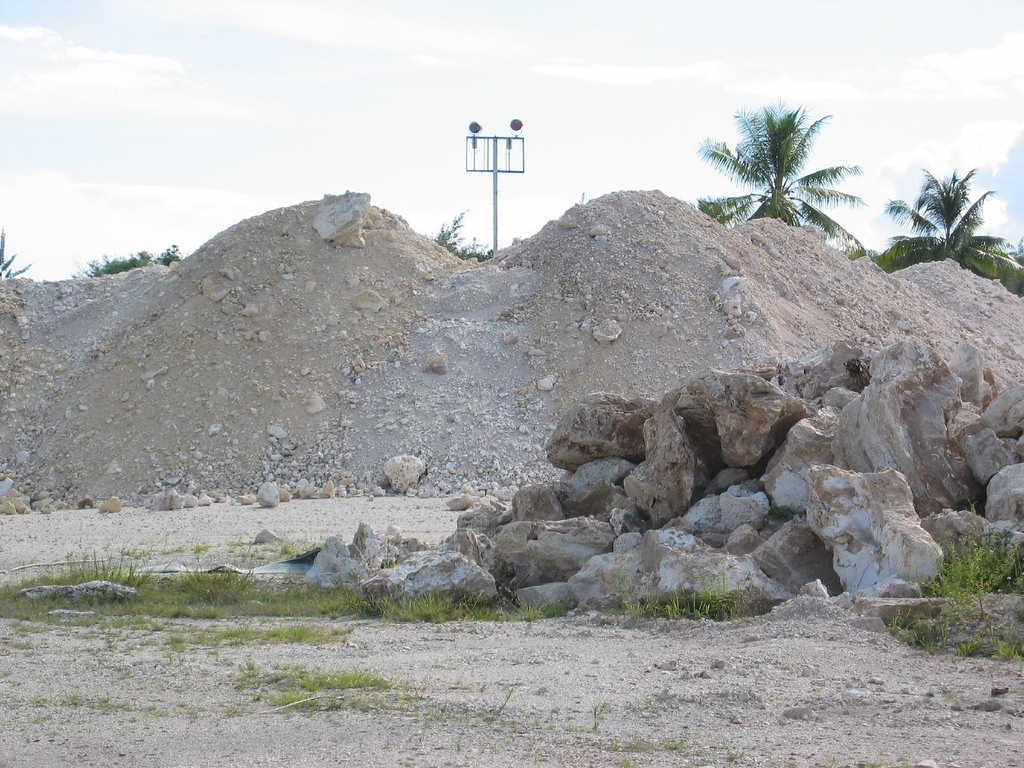
Fosfato em Nauru.
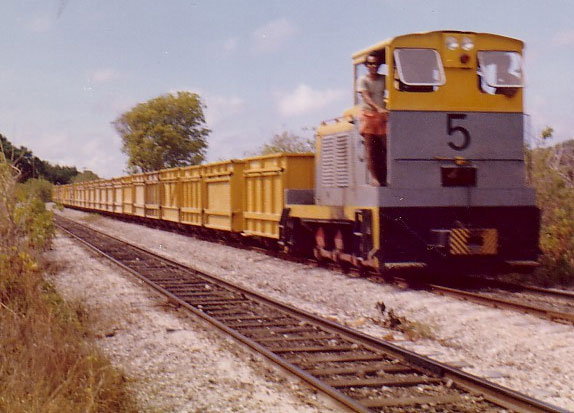
Trem que transportava o fosfato desde o planalto até a costa.
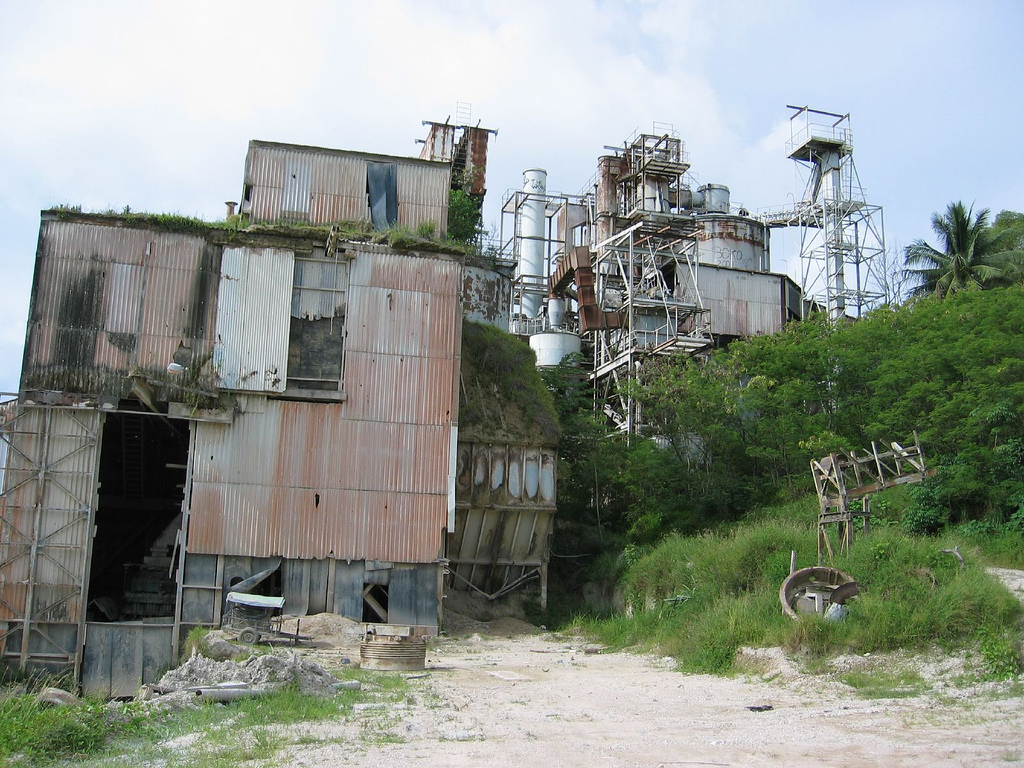
Refinaria de fosfato em ruínas.
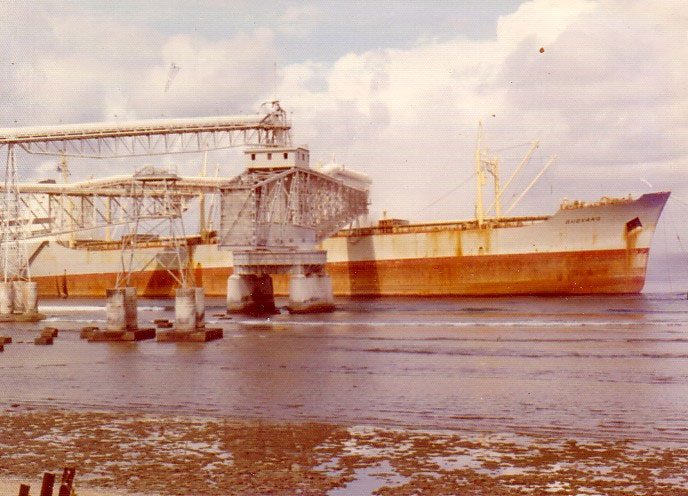
Barco de carga que transporta fosfato por meio de estruturas.
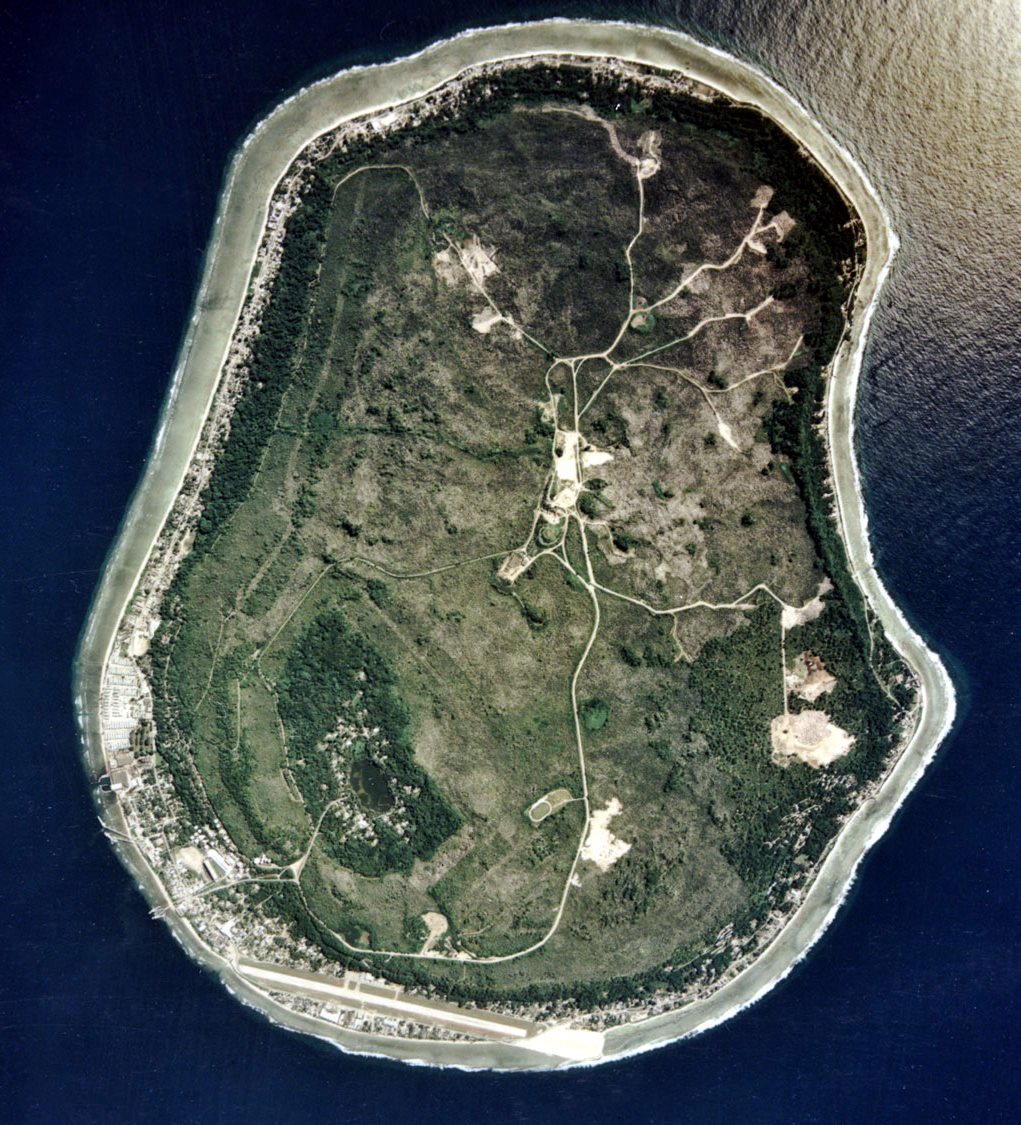
Fotografia satélite que mostra as zonas afetadas pela exploração do fosfato
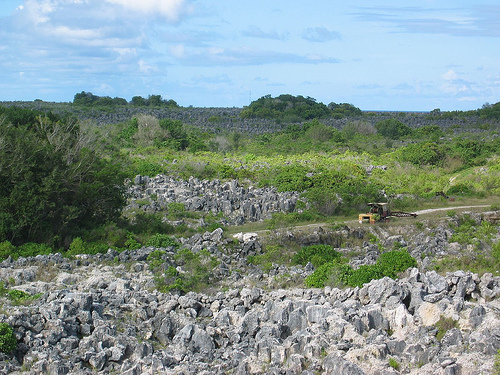
Paisagem lunar formada por camadas calcárias após a extração do fosfato.

## Artigos relacionados
- Nauru
- Geografia de Nauru
- História de Nauru
- Fosfato

## Relações externas
- Paradise for Sale (Livro) Autor: Carl N. McDaniel & John M. Gowdy (Univ. of California Press; 2000) (em inglês)
- NPC Memorando e mais informações (PDF) (em inglês)
- História do fosfato de Nauru
- Nauru na fronteira da falência
- Minas de fosfato